# Котев, Лачезар
Лачезар Котев (болг. Лъчезар Христов Котев; род. 5 января 1998, София) — болгарский футболист, полузащитник.
9 лет провёл в спортивной школе «Левски», после чего перешёл в другую школу Софии — «ДИТ». Первой командой на взрослом уровне стал «Септември» из третьей лиги. В дальнейшем играл за клубы «Витоша», «Обориште» и «Арда». С «Витошей» вышел в высший дивизион, в котором дебютировал 19 февраля 2018 года в матче против «Дунава».
Играл за молодёжную сборную Болгарии. В мае 2021 года был вызван в главную сборную Болгарии на июньские товарищеские матчи против Словакии, России и Франции.
В феврале 2023 года подписал контракт на два с половиной года с клубом «Химки». В российской премьер-лиге дебютировал 27 мая 2023 года в матче 29-го тура чемпионата против «Урала» (0:3), выйдя на замену на 35-й минуте.
Сезона 2023/2024 вернулся в футбольный клуб Арда. Провел полноценный сезон, сыграв в 31 матче чемпионата и 6 матчах плей-офф и помог клубу сохранить прописку в элитном чемпионате.